# Raio de convergência
Na teoria das Séries de Taylor, o raio de convergência pode ser zero, um número positivo ou ainda infinito. Indica o raio da circunferência em torno do centro da série de Taylor dentro da qual a série converge.
No caso das séries reais, pode-se garantir a convergência no intervalo aberto {\displaystyle (a-R,a+R)\,}, onde {\displaystyle a\,} é centro da série e {\displaystyle R\,} é o raio de convergência. Nada se pode afirmar sobre a convergência nos extremos do intervalo.
e
No caso das séries complexas, pode-se garantir que a série convirja na bola aberta {\displaystyle |x-a|<R\,}. Mais uma vez, nada se pode afirmar sobre a circunferência {\displaystyle |x-a|=R\,}
A fórmula de Hadamard permite obter o valor do raio de convergência:
{\displaystyle R^{-1}=\limsup _{n\to \infty }|a_{n}|^{1/n}\,}, onde {\displaystyle a_{n}\,} são os coeficientes da série:
{\displaystyle \sum _{n=0}^{\infty }a_{n}(z-a)^{n}\,}
Existe um forma alternativa que é:
{\displaystyle R=\lim _{n\to \infty }\left|{\frac {a_{n}}{a_{n+1}}}\right|\,}, quando este limite existe.

## Exemplos
As séries a seguir todas possuem o mesmo raio de convergência {\displaystyle \left(R=1\right)\,}.
- {\displaystyle f(z)=\sum _{n=0}^{\infty }z^{n}\,}
- {\displaystyle g(z)=\sum _{n=0}^{\infty }{\frac {z^{n}}{n}}\,}
- {\displaystyle h(z)=\sum _{n=0}^{\infty }{\frac {z^{n}}{n^{2}}}\,}

A convergência na circunferência {\displaystyle R=1\,}, no entanto, é diferente para cada caso:
- {\displaystyle f(z)\,} não converge para nenhum z de módulo unitário pelo teste do termo geral.
- {\displaystyle g(z)\,} não converge para z = 1, pois recai na série harmônica que diverge. E converge para todo {\displaystyle z\neq 1\,} de módulo unitário pelo teste de Abel.
- {\displaystyle h(z)\,} converge para todo z de módulo unitário, por comparação com a série numérica {\displaystyle \sum _{n=0}^{\infty }{\frac {1}{n^{2}}}\,}.

Uma série pode ter raio de convergência nulo:
- {\displaystyle f(z)=\sum _{n=0}^{\infty }n!z^{n}\,}

Esta série não pode convegir para nenhum {\displaystyle z\neq 0\,} pelo teste do termo geral, convergindo apenas para {\displaystyle z=0\,}
Uma série pode ter raio de convergência infinito:
- {\displaystyle f(z)=\sum _{n=0}^{\infty }{\frac {z^{n}}{n!}}\,}

Neste caso, a série converge para todo z.

## A fórmula de Hadamard
A fórmula da Hadarmad fornece o raio de convergência:
{\displaystyle R^{-1}=\limsup _{n\to \infty }|a_{n}|^{1/n}\,}
Quando o limite à direita for infinito, o raio é nulo. Quando o limite for nulo, o raio é infinito.
O teorema da fórmula de Hadamard, afirma que a série converge uniformemente e absolutamente em cada bola {\displaystyle |Z-a|\leq r<R\,}. Afirma ainda que a série não converge para nenhum ponto {\displaystyle Z\,} tal que {\displaystyle |Z-a|>R\,}.
Para mostrar a primeira parte, escolha {\displaystyle r<R\,}. Escolha um {\displaystyle \varepsilon >0\,} tal que {\displaystyle R^{-1}+\varepsilon <\rho ^{-1}<r^{-1}\,}
Da definição de limite superior temos:
{\displaystyle |a_{n}|^{1/n}<R^{-1}+\varepsilon <\rho ^{-1},~~n>N\,} para algum {\displaystyle N\,}
Agora podemos estimar os termos da série:
{\displaystyle |a_{n}(Z-a)^{n}|\leq \rho ^{-n}r^{n}=\left({\frac {\rho }{r}}\right)^{-n},~~n>N\,}
E temos a convergência uniforme pelo teste M de Weierstrass, comparando com a série numérica {\displaystyle M_{n}=\left({\frac {\rho }{r}}\right)^{-n}\,} que é convergente.
Agora escolha um {\displaystyle Z\,} tal que {\displaystyle |Z-a|>R\,}. Escolha {\displaystyle \varepsilon \,} tal que {\displaystyle R^{-1}-\varepsilon >|Z-a|^{-1}\,}, da definição de limite superior, temos a existência de uma subseqüência {\displaystyle \{a_{n_{k}}\}_{k=1}^{\infty }\,} tal que:
{\displaystyle |a_{n_{k}}|^{1/{n_{k}}}>R^{-1}-\varepsilon >|Z-a|^{-1}\,}
Assim a o termo {\displaystyle a_{n_{k}}|Z-a|^{n_{k}}\,} não converge a zero e portanto a série não converge pelo teste do termo geral.